# Andeocalynda
Andeocalynda (лат.) — род палочников (Phasmatodea), из семейства Diapheromeridae (Verophasmatodea). Эндемики Южной Америки. Около 10 видов.

## Распространение
Встречаются в Южной Америке (Колумбия, Эквадор) на высотах от 500 до 3500 м.

## Описание
Палочники небольших и средних размеров, длина тела самцов от 59,0 до 88,9 мм, самки от 90 до 130 мм (включая длинную субгенитальную пластинку). Самцы бескрылые. Поверхность тела у обоих полов слабо блестящая, в основном гладкая (реже гранулированная или бугорчатая). Окраска у обоих полов в основном различных оттенков охры, коричневого или серого с основанием нижней части бедра от розового до красного. Голова удлиненная, более чем в 1,5 раза длиннее ширины, субцилиндрическая, щеки параллельносторонние, темя плоское, без шипов. Глаза слегка овальные по очертаниям; очень маленькие у самок, их диаметр меньше трети длины щек. Усики длинные и нитевидные, более 2/3 длины тела. Скапус дорсовентрально уплощенный, в дорсальной части округло-прямоугольный, его длина заметно больше ширины. Переднеспинка короче и обычно несколько уже головы, заметно длиннее своей ширины. На срдне- и заднегруди иногда в различной степени есть увеличенные бугорки. Брюшко, за исключением среднего сегмента, примерно равно по длине голове и груди вместе взятых. Все II—VII брюшные сегменты значительно длиннее своей ширины, параллельносторонние и почти одинаковой ширины. Стерниты II—VII сегментов брюшка гладкие.

## Классификация и этимология
Около 10 видов. Впервые выделен в 2020 году вместе с описанием нескольких новых видов. Включён в семейство Diapheromeridae из инфраотряда Anareolatae (Verophasmatodea). Наиболее близок к роду Calynda  Stål, 1875, от сочетания названия которого и гор Анд и дано имя новому роду Andeocalynda.
- Andeocalynda aspericollis  Hennemann & Conle, 2020
- Andeocalynda banosense  Hennemann & Conle, 2020
- Andeocalynda carrikeri  (Hebard, 1919) (ранее в Bacteria)
- Andeocalynda comis  (Bates, 1865) (ранее в Clonistria)
- Andeocalynda decorata  Hennemann & Conle, 2020
- Andeocalynda densegranulosa  Hennemann & Conle, 2020
- Andeocalynda lojaense  Hennemann & Conle, 2020
- Andeocalynda putumayoense  Hennemann & Conle, 2020
- Andeocalynda tenuis  Hennemann & Conle, 2020
- Andeocalynda tuberculata  Hennemann & Conle, 2020
- Andeocalynda viridipes  Hennemann & Conle, 2020